# غلينسون برينس
غلينسون ليبنغ برينس (بالإنجليزية: Glenson Leebeng Prince)‏ هو لاعب كرة قدم دومينيكي يلعب كحارس مرمى مع نادي دوبلانك وكذلك مع منتخب دومينيكا لكرة القدم.

## وصلات خارجية
- غلينسون برينس على موقع قاعدة بيانات كرة القدم.إي يو (الإنجليزية)
- غلينسون برينس على موقع ناشيونال فوتبول تيمز (الإنجليزية)
- غلينسون برينس على موقع Soccerway.com (الإنجليزية)